# Hans Urian oder Die Geschichte einer Weltreise
Hans Urian oder Die Geschichte einer Weltreise ist ein Roman der deutschen Kinderbuchautorin und Märchenerzählerin Lisa Tetzner. Das Buch erschien 1931 im D. Gundert Verlag in Stuttgart mit Illustrationen von Bruno Fuck.

## Entstehung
Der Roman beruht auf dem Kindertheaterstück Hans Urian geht nach Brot. Eine Kindermärchenkomödie von heute von Béla Balázs „mit Verwendung einiger Ideen von Lisa Tetzner“. Es wurde am 13. November 1929 von der Gruppe Junger Schauspieler uraufgeführt und im gleichen Jahr im Verlag Max Reichard in Freiburg im Breisgau publiziert. Als Inspiration für das Stück mag das Kinderbuch Jean sans pain: histoire pour tous les enfants (1921) von Paul Vaillant-Couturier gedient haben.
Mit dem Roman vollzog die Märchenerzählerin Lisa Tetzner die Wende zur realistischen Kinderliteratur.

## Inhalt
Hans ist ein neunjähriger Junge, der mit Mutter und Geschwistern in einer Bretterhütte vor der Stadt wohnt. Nachdem sein Vater bei einem Arbeitsunfall ums Leben kommt und die Mutter erkrankt, macht sich Hans auf, um Brot zu besorgen. Der Bäcker erklärt ihm, ohne Bezahlung könne er vom Bauern kein Korn kaufen. Hans trifft auf den sprechenden Hasen Trillewipp, der mit Hilfe seiner abnehmbaren Ohren fliegen kann. Die beiden machen sich auf die Suche nach dem Bauern, der das Getreide besitzt. Von ihm erfährt Hans, dass in Amerika viele satt geworden sind. Hans setzt sich auf den Rücken Trillewipps, um dorthin zu fliegen, doch sie landen zuerst in Grönland, wo sie den Waisenjungen Kagsagsuk kennenlernen und auf die Reise mitnehmen. In New York treffen sie Bill, der die Reise mit ihnen fortsetzt. Auf ihrem weiteren Weg kommen sie nach Afrika, China und Russland. Überall treffen sie auf Ausbeutung und Elend, nur in der UdSSR werden sie menschlich behandelt. Kagsagsuk bleibt dort, Bill wird von seinem Vater abgeholt, und Hans macht sich mit Trillewipp auf den Weg zurück nach Hause.

## Rezeption
Thomas Mann schrieb in einem Brief an die Autorin:

„Vielen Dank für den ‚Hans Urian‘. Sie haben mir eine Freude damit gemacht, an der ich auch meine Kleinen werde teilnehmen lassen. Es ist ein Kinderbuch besonderer Art, das die wirkliche soziale Welt auf eine unaufdringliche und heitere Weise in seine Märchen- und Abenteuerwelt einbezieht und gerade dadurch viel frömmlerische Gegnerschaft erregen, aber auch bei Groß und Klein viel Freude gewinnen wird.“

Das Buch stand auf der Liste der verbrannten Bücher 1933.

## Übersetzungen
Der Roman erschien 1934 in englischer Übersetzung als Hans Sees the World in den USA, 1934 in hebräischer Übersetzung in Palästina und 1936 in polnischer Übersetzung in Polen.